# Gasteracantha sauteri
Gasteracantha sauteri är en spindelart som beskrevs av Dahl 1914. Gasteracantha sauteri ingår i släktet Gasteracantha och familjen hjulspindlar. Inga underarter finns listade i Catalogue of Life.